# حاکم (فیلم ۲۰۲۵)
حاکم (انگلیسی: Sovereign) یک فیلم دلهره‌آور و جنایی آمریکایی محصول سال ۲۰۲۵ به نویسندگی و کارگردانی کریستین سویگال و با بازی نیک آفرمن، جیکوب ترمبلی، توماس مان، نانسی تراویس، مارتا پلیمپتن و دنیس کواید است. این فیلم که بر اساس وقایع تیراندازی‌های پلیس غرب ممفیس در سال ۲۰۱۰ ساخته شده است، جری و جو کین (آفرمن و ترمبلی) داستان پدر و پسری را دنبال می‌کند که خود را با جنبش شهروندان حاکم متحد می‌کنند و با رئیس پلیس جان بوچارت (کواید) درگیر می‌شوند.
این فیلم در ۱۱ ژوئیه ۲۰۲۵ توسط Briarcliff Entertainment به صورت محدود در سینماها اکران شد، و به دنبال آن، به صورت دیجیتالی منتشر شد. منتقدان نقدهای مثبتی درباره فیلم داده‌اند و از بازی‌ آفرمن و ترمبلی تمجید کردند.

## خلاصه داستان
این فیلم که بر اساس رویدادهای واقعی ساخته شده، داستان پدر و پسری (آفرمن و ترمبلی) را دنبال می‌کند که خود را به عنوان شهروندان مستقل، گروهی از افراط‌گرایان ضد دولتی، معرفی می‌کنند. آن‌ها در سراسر کشور ماجراجویی می‌کنند و خود را در بن‌بستی با رئیس پلیس (دنیس کواید) می‌بینند که منجر به تعقیب و گریز شدیدی با عواقب غم‌انگیز می‌شود.

## بازیگران
- نیک آفرمن در نقش جری کین
- جیکوب ترمبلی در نقش جو کین
- توماس مان در نقش آدام بوچارت
- نانسی تراویس در نقش پتی بوچارت
- مارتا پلیمپتن در نقش لسلی آن
- دنیس کواید در نقش رئیس جان بوچارت

## تاریخ تولید و انتشار
در فوریه ۲۰۲۳ اعلام شد که آفرمن، ترمبلی و کواید برای بازی در این فیلم انتخاب شده‌اند.
در ماه مه ۲۰۲۳ اعلام شد که شرکت Briarcliff Entertainment حق توزیع این فیلم در آمریکای شمالی را به دست آورده است.
فیلمبرداری در فوریه ۲۰۲۴ در فایتویل، آرکانزاس انجام شد. فیلمبرداری در همان ماه در لینکلن، آرکانزاس نیز انجام شد. فیلمبرداری همچنین در مارس ۲۰۲۴ در اسپرینگدیل، آرکانزاس نیز انجام شد.
فیلم حاکم، در ۸ ژوئن ۲۰۲۵ در جشنواره فیلم ترابیکا به نمایش درآمد. و در ۱۱ ژوئیه ۲۰۲۵ توسط Briarcliff Entertainment به صورت سینمایی و بر اساس تقاضا منتشر شد.
قرار است در تاریخ ۲۶ اوت ۲۰۲۵ توسط یونیورسال استودیوز بر روی دی‌وی‌دی منتشر شود.